# Hydrocarboxylierung
Bei der Hydrocarboxylierung handelt es sich um ein homogenkatalytisches Verfahren zur Umsetzung von Olefinen oder Alkinen mit Kohlenmonoxid und Wasser oder Alkoholen, Aminen oder Carbonsäuren zu Carbonsäuren oder Carbonsäurederivaten wie Carbonsäureestern, Carbonsäureamiden oder Carbonsäureanhydriden. Als Katalysatoren finden z. B. Nickeltetracarbonyl oder Cobaltcarbonyle Verwendung.

## Geschichte
Die Reaktion wurde von Walter Reppe (1892–1969) in den 1930er-Jahren entdeckt. Durch Wahl der Reaktionsbedingungen kann die Reaktion sowohl katalytisch durchgeführt werden, als auch stöchiometrisch. Katalytische Systeme beruhen vielfach auf Palladium-Komplexen, die in der Lage sind, Kohlenstoffmonoxid zu koordinieren und anschließend in das Zielmolekül einbauen. Die stöchiometrische Reaktionsführung basiert auf dem Einsatz von Metallcarbonylen als Kohlenstoffmonoxidquelle. Hier kann beispielsweise Molybdänhexacarbonyl eingesetzt werden.

## Reaktionsgleichung
Die Reaktion kann in weiten Grenzen variiert werden. Die folgenden Reaktionsgleichungen sind als Beispiele zu sehen, statt Wasser oder Methanol kann allgemein eine Komponente mit protischen Wasserstoff eingesetzt werden, statt Acetylen können auch Olefine eingesetzt werden.
Gemäß der obigen Reaktionsgleichung kann man durch Einsatz von z. B. Dimethylamin Säureamide und durch Einsatz von Carbonsäuren Säureanhydride erhalten. Da weiterhin das Acetylen durch Olefine ersetzt werden kann, ist die durch diese Reaktion zugängliche Produktpalette äußerst vielfältig.